# Économie créative
L’économie créative, telle que définie par l'Europe, est un « ensemble d'activités exploitant l'inventivité esthétique et artistique de groupes de travailleurs créatifs »[réf. nécessaire].
Elle est très dépendante du territoire dans laquelle elle s’exerce et varie donc d’un lieu à l’autre. De plus, si celle-ci apparaît comme une solution d’avenir pour l’Europe et l’Unesco par exemple, elle connait aussi ses détracteurs qui soulignent les risques et dangers qui l’accompagnent. La marchandisation de l’art et de la culture est un des risques soulignés.
Mais l’économie créative, décrite parfois comme le quatrième secteur de l’économie traditionnelle est aussi porteuse de valeurs plus difficilement mesurables.

## Au niveau mondial
La CNUCED définit en 2008 l’économie créative à travers les industries créatives qui y sont liées :

« Ces industries créatives représentent un vaste domaine hétérogène qui associe diverses activités créatives (arts et métiers traditionnels, édition, musique, arts visuels et arts de la scène) à des groupes d’activité à plus forte intensité de technologies et de services (cinéma, télévision, radio, nouveaux médias et création. »

Cette première définition permet une approche de ce qu’est aujourd’hui l’économie créative, mais on peut aussi souligner qu’elle est aussi basée sur la notion de société du savoir qui mettrait en avant le capital culturel (Bourdieu) et le besoin de connaissances, de culture et de savoirs pour trouver une place en son sein. Les nouvelles technologies permettent un partage et un accès nouveau à ces derniers et de nouvelles perspectives à nos sociétés et à leurs individus autour de ces questions.
L’UNESCO a mis en place depuis 2004 un réseau des villes créatives « Plateforme mondiale pour l’initiative locale » à travers le monde. Celles-ci sont spécialisées dans un domaine de l’économie créative. Elles sont aujourd’hui une trentaine. On peut citer : Édimbourg – littérature, Séville – musique, Assouan - Artisanat et art populaire, Berlin et Saint-Étienne – Design, Lyon – Art numérique... auxquels peut s’ajouter Londres et Bordeaux qui n’appartiennent pas à ce réseau mais qui en ont les caractéristiques. Ce réseau a été mis en place avec un objectif clair :

« Encourager l’exploitation du potentiel créatif, social et économique que détiennent particulièrement les collectivités et de promouvoir, de la sorte, sur le terrain, les objectifs de diversité culturelle de l’UNESCO. »

## Au niveau européen
Le Traité de Lisbonne (2007) promeut l'économie culturelle et créative
, conduisant à la publication par la Commission européenne d'un rapport et d'un Livre vert: libérer le potentiel des industries culturelles et créatives . Ce document fait un état des lieux du potentiel que peut avoir l’économie créative en matière d’innovation et de développement économique.
Il est rappelé que l’économie créative représente 2,6 % du PIB de l’Europe. Mais selon cette Commission l’intérêt n’est pas qu’économique :

« Les solutions pleines d’inventivité appliquées dans un grand nombre de secteurs proviennent de la réflexion créative de ces industries, depuis la revitalisation ou la promotion de l’image de marque de certains pays, régions ou villes jusqu’au développement des compétences en matière de technologies de l’information et de la communication (TIC) (compétences numériques) utiles pour la formation et l’éducation tout au long de la vie, de la stimulation de la recherche à la transmission des valeurs d’une manière accessible, de l’innovation en matière de produits et de services à la promotion d’environnements économiques durables à faible émission de carbone, du dialogue intergénérationnel au dialogue interculturel et à la création de communautés.
Si elles s’associent au monde de l’éducation par des partenariats, les ICC (Industries Culturelles et Créatives) peuvent aussi jouer un rôle majeur en aidant les citoyens européens à acquérir les compétences créatives, entrepreneuriales et interculturelles dont ils ont besoin. En ce sens, les ICC peuvent soutenir les pôles d’excellence européens et nous aider à devenir une société fondée sur la connaissance. »

Pour résumer donc, ce Livre vert met en avant les avantages de l’économie créative : un intérêt économique d’une part mais aussi une manière de développer des compétences et des projets. Elle serait alors utile et intègrerait l’Éducation et la formation tout au long de la vie, qui sont des objectifs intégrés au Traité de Lisbonne, et elle favoriserait aussi la recherche. À travers son rapprochement avec l’art elle serait un atout pour améliorer le lien social. Elle permettrait aussi la naissance de projets d’entrepreneurs créatifs.

## Une définition de l'économie créative
L’Institut des deux rives de Bordeaux a beaucoup travaillé sur les questions d’économie créative et permet d’en donner une définition et de déterminer ses enjeux.

### Une économie...
« Les économies créatives englobent le cycle de création, de production et de distribution de biens et de services dans lequel le facteur de base est l’utilisation du capital intellectuel. »
Et elles ont comme principe un assemblage entre différentes secteurs d’activité qui traditionnellement ne travaillaient pas ensemble. L'Institut des Deux Rives, un « think tank » créé à Bordeaux par Georges Viala, cite 14 secteurs relevant de cette économie :
- Arts plastiques
- Arts visuels
- Arts vivants
- Artisanat
- Musique
- Édition
- Tourisme créatif
- Publicité
- Création numérique
- Marché de l'art et de l'Antiquité
- Architecture et urbanisme
- Gastronomie et vin
- Mode
- Design

Et, selon la définition de l’UNESCO on peut ajouter les secteurs de l’éducation et de la recherche - les laboratoires de recherche et les Universités (au sens large : IUT, Grandes écoles…) :
Cette économie, quand elle est très ancrée sur les territoires n'est pas facilement délocalisable, car souvent liée aux cultures locales ou dépendante de ses acteurs locaux. 
Quand elle est plus virtuelle et ancrée dans l'économie numérique et dans l'économie contributive, elle peut s'inscrire dans de vastes réseaux collaboratifs indépendants du brevetage et de l'obsolescence programmée, également propices aux appropriations et développements territoriaux de nouveaux biens communs, démarche par exemple encouragée par Ars Industrialis et Bernard Stiegler, favorisant l'émergence d'externalités positives et dont la meilleure illustration est le développement de l'open source et la "transformation comportementale"

### ... mais pas seulement
Mais au-delà de son ancrage dans le système économique que l’on connait, l’économie créative met en avant d’autres atouts. qui sont en liens avec « la participation à des activités culturelles et artistiques » de Janet Ruiz du Scottish Executive Éducation Department. Certains acteurs notamment le secteur culturel (théâtre, centre chorégraphique,…) de cette économie mettent en avant le risque de marchandisation de ces domaines aussi, mais on ne peut nier leurs effets positifs : confiance en soi, sentiment de fierté et de bien-être, elle favorise aussi le sentiment d’appartenance à un groupe à travers la création et la pérennisation de réseaux sociaux territorialisés (pas seulement sur la toile). Ainsi elle promeut la cohésion et le lien social, l’expression des individus et de la rencontre avec l’autre.

### Les caractéristiques de l'économie créative
L'Institut des Deux Rives définit l'économie créative à travers différents termes :
Transversal : entre des secteurs qui historiquement ne sont pas habitués à travailler ensemble et qui tendent dans ce cadre à trouver une démarche commune.
Collaboratif : entre secteurs, métiers, associations et entreprises... Le principe : tout le monde a des idées et des projets, ces derniers ayant plus de potentiel de se concrétiser et de réussir à plusieurs.
Ancrage territorial : cette économie est très liée aux individus ainsi qu’aux territoires (Voir sur le concept d'ancrage chapitre 2 de https://tel.archives-ouvertes.fr/tel-01232234/document)
Facteur de cohésion sociale : car elle permet le sentiment d’appartenir à une communauté et à un territoire à travers la mise en place de réseaux sociaux.
Propriété intellectuelle : elle est aujourd’hui basée sur le principe de la propriété intellectuelle et le fait qu’être le créateur d’une idée permet d’être rémunéré.
Liberté et confiance qui permettent la créativité et l’innovation.
L’objectif est donc d’attirer, de former et de retenir les acteurs de l’économie créative sur un territoire.

### Différents exemples en France
Les exemples suivants sont tirés des entretiens menés et répertoriés dans Une introduction à l’économie créative de l’Institut des deux rives à Bordeaux.
Les colonnes de Buren, œuvres d’art qui ont permis non seulement à l’artiste de vivre de son art mais surtout les deux plateaux ont permis de redonner vie à cet espace public.
Les Terres Neuves à Bègles est une ancienne friche industrielle qui a été racheté par la ville et qui est devenue un pôle tertiaire de l’audiovisuel, architecture, communication, spectacle vivant et arts plastiques.
Le Projet Darwin à Bordeaux : anciennes casernes réinvesties pour regrouper des entreprises soucieuses d’un éco-développement et proches des artistes locaux. Il permet de mettre en place une dynamique pérenne et repérable au niveau local.
Pierre Hermé, pâtisser, parle du processus de création dont la technique n’est pas une limite, elle suit. Cela permet d’illustrer qu’art et création sont en liens avec la technique dure et que l’une entraine l’autre et vice versa : en faveur d’innovations dans les deux domaines.
On peut aussi citer L’Usine à Belfort qui à travers différents espaces (coworking/collaboratoire, art et culture…)  permet à cette économie de se développer.